# King of the Beach
King of the Beach ist das dritte Studioalbum der amerikanischen Band Wavves. Es erschien am 3. August 2010 in den Vereinigten Staaten auf Fat Possum Records und in Großbritannien auf Bella Union, doch aufgrund von frühen Leaks wurde das Album in digitaler Form bereits am 1. Juli veröffentlicht.

## Entstehungsgeschichte
Das Album unterscheidet sich stilistisch von den beiden Vorgängern. Es hat einen klareren Sound und nicht solche Lo-Fi-Verzerrung, die für die ersten beiden Alben charakteristisch war. Nathan Williams bezog sich in einem Interview mit Pitchfork Media auf die Aufnahmen im Studio:

„The last thing I wanted to do was record the same record again. A lot of bands kind of get comfortable with something like that; once they know they've got something that some people like, they'll just go and try and recreate that. I just feel like that would've been so fucking boring to do. I wanted to just do something completely different. That was the beginning of the whole thing. But once I got into it, it wasn't even about recording a different record, necessarily. I was just trying to make the best record that I could, and I think that's what we did.“

„Das Letzte, was ich machen wollte, war, die gleiche Platte nochmal zu machen. Viele Bands gewöhnen sich an sowas - sobald sie wissen, dass die Leute ihre Art von Musik mögen, versuchen sie einfach nur noch, das gleich zu rekreieren. Ich denke, das wär einfach saulangweilig. Ich wollte was komplett anderes machen und das war der Anfang von all dem. Aber sobald ich mich damit beschäftigt habe, ging es nicht bloß darum, unbedingt eine andere Platte aufzunehmen. Ich wollte einfach die beste mir mögliche Platte machen und ich denke, das haben wir geschafft.“

## Rezeption
Generell erhielt das Album positives Feedback. Das Album war für Pitchfork Media auf Platz #50 der besten Alben 2010, während Spin das Album auf Platz #24 platzierte.
Das australische Jugendradio Triple J schrieb über das Album: "Sommerhymnen über Gammlerdasein und Gras rauchen wurden noch nie mit so viel überzeugender Energie und Pepp geschrieben."
laut.de vergab vier von fünf Sternen und lobte den spaßigen "Fuck-it-all-Nihilismus", den die Platte vertritt:

„Die Instrumente stolpern nicht mehr ziellos übereinander, sondern ergänzen sich zum kohärenten Punkrocksong. Auf das twangy Surfriff folgt eine polternde Drumabfahrt folgt ein Gitarrenüberfall nebst hymnischem Gesang. Selbst geradlinige No-Brainer wie "Post Acid" und "Idiot" profitieren von einem sowohl konzentrierteren als auch abwechslungsreicheren Songwriting. Schwärmerische Uuuuhs und Aaaahs bleiben dabei weiter entscheidender Baustoff der Stücke.“

## Titelliste
Alle Lieder -sofern nicht anders notiert- von Nathan Williams.
1. "King of the Beach" – 2.38
2. "Super Soaker" – 2.29
3. "Idiot" – 2.50
4. "When Will You Come" – 2.32
5. "Post Acid" – 2.09
6. "Take On the World" – 2.42
7. "Baseball Cards" – 3.02
8. "Convertible Balloon" – 3.47
9. "Micky Mouse" – 3:53 (Williams/Phil Spector/Jeff Barry/Ellie Greenwich)
10. "Linus Spacehead" – 3.14 (Stephen Pope)
11. "Baby Say Goodbye" – 5.11 (Billy Hayes)